# Archeologisch Museum van Varna
Het Archeologisch Museum van Varna is het belangrijkste archeologisch museum in de Bulgaarse stad Varna. 
Het herbergt het oudste door de mens bewerkte goud ter wereld. In 1972 werd het door toeval tijdens wegenwerken gevonden. Het goud maakt deel uit van het grafveld van Varna, gedateerd tussen 4200 en 4600 voor Christus. Het bestaat uit ornamenten en armbanden, meestal gesmeed of gegoten. De zuiverheid van het goud varieert tussen 13 tot 23 karaat, in totaal goed voor ongeveer 6 kg goud. Het Archeologisch Museum van Varna maakt deel uit van de honderd nationale toeristische trekpleisters. 
Bij de oprichting van het museum was het een onderdeel van de stadsbibliotheek. Het gebouw waar het zich nu in bevindt werd initieel gebouwd als een meisjesschool en vanaf 1906 kreeg het er enkele zalen ter beschikking. Sinds 1993 werd het volledige gebouw ingericht als museum. 
Tegenwoordig is het een van de grootste musea van het land met een oppervlakte van 2.150 m². De tentoonstellingen worden gevormd door vondsten uit de prehistorische, Thracische, Griekse en Romeinse tijd, alsook uit de periode van het middeleeuwse Bulgaarse en Byzantijnse rijk, de Ottomaanse overheersing en de Bulgaarse Nationale Rennaissanceperiode. Het museum herbergt ook veel middeleeuwse en 17e-/18e-eeuwse iconen.
Het museum staat in voor het beheer en onderhoud van 2 openluchtmusea, zijnde de Romeinse Thermen in het stadscentrum en het middeleeuws rotsenklooster van Aladzja in de buurt van Goudstrand.

In het midden van het museum is er een binnenplaats, het lapidarium, waar jaarlijks het Internationaal Jazz Zomer Festival van Varna wordt gehouden..

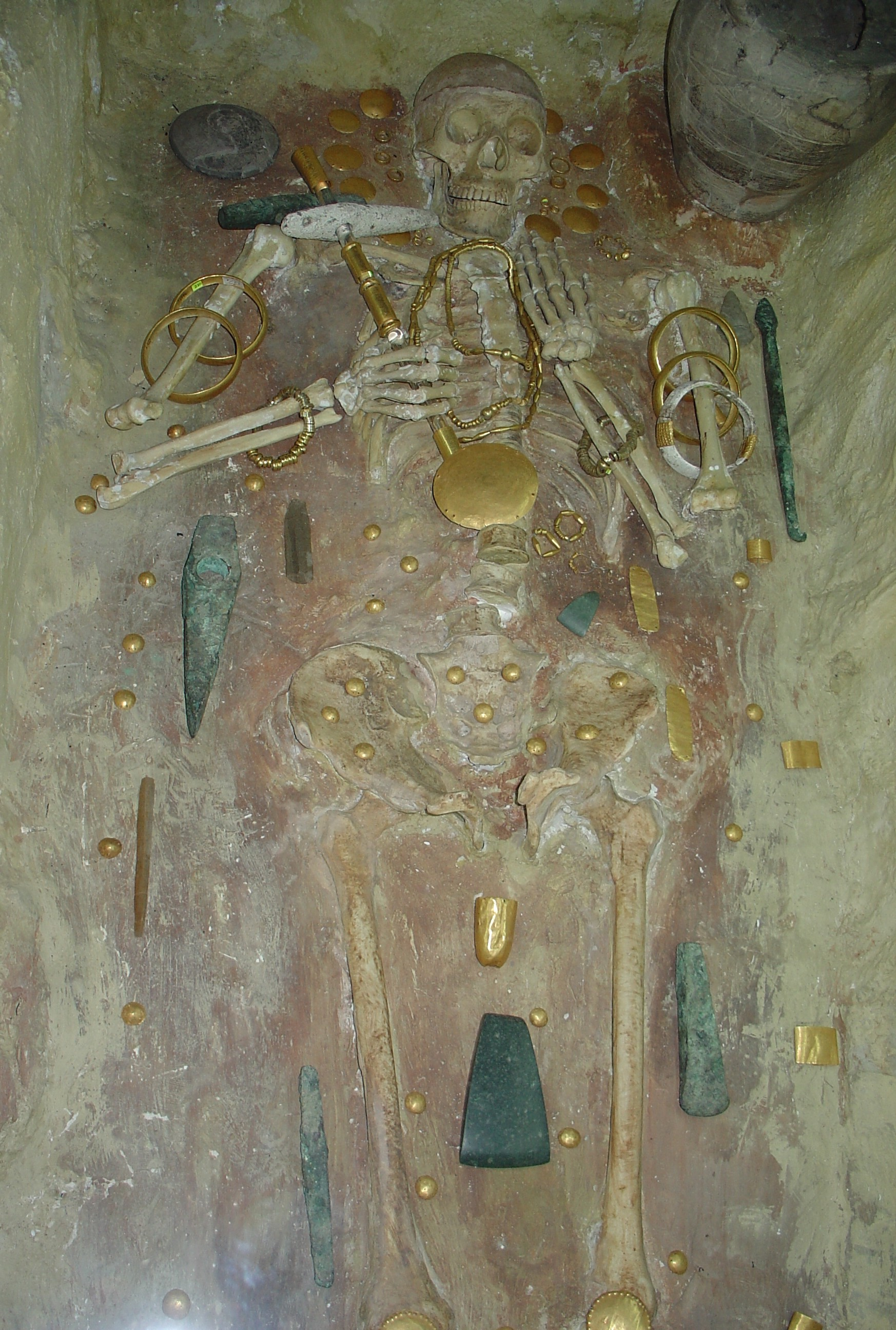
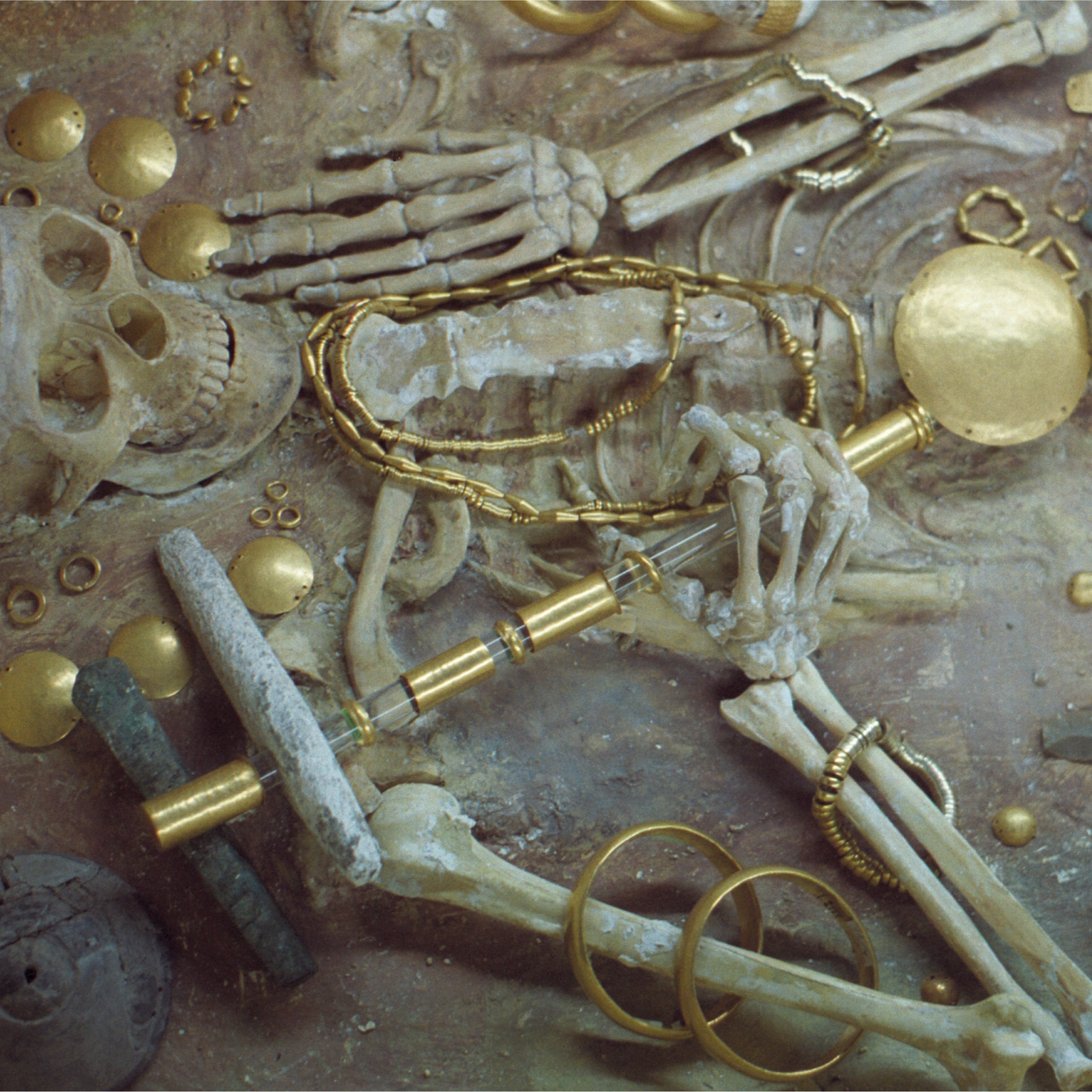
onderdeel van het Grafveld van Varna: 4600-4200 BCE
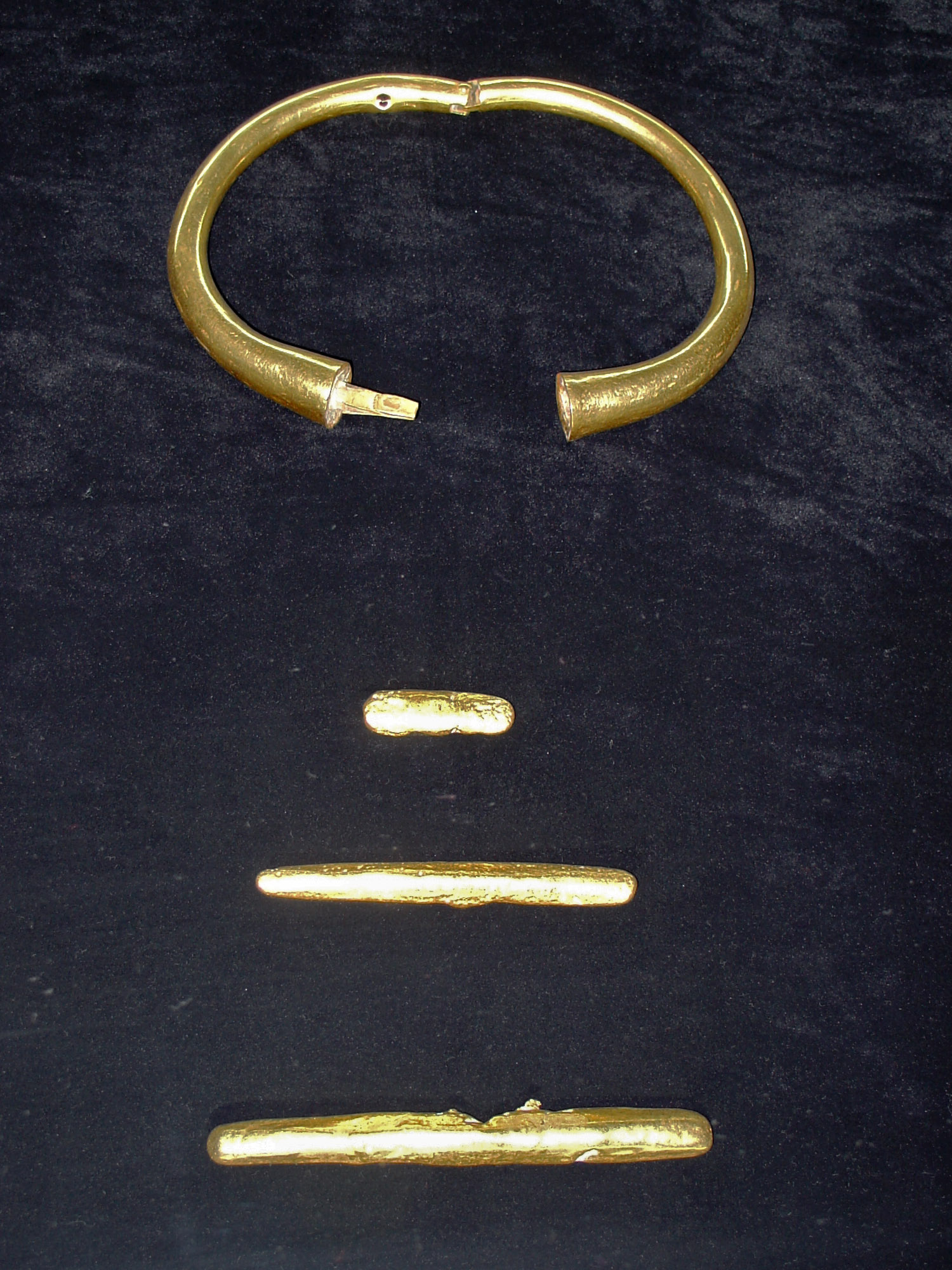
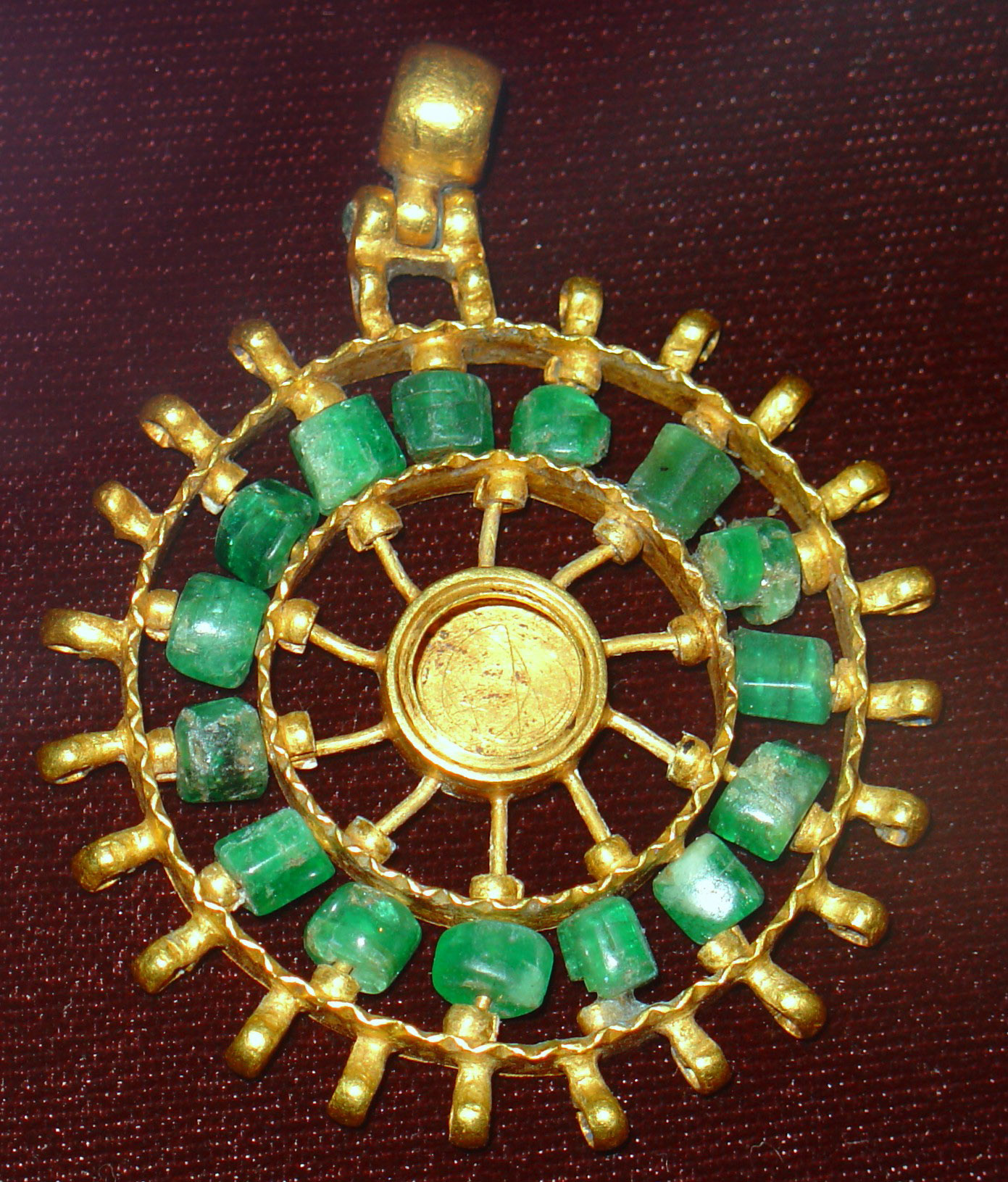
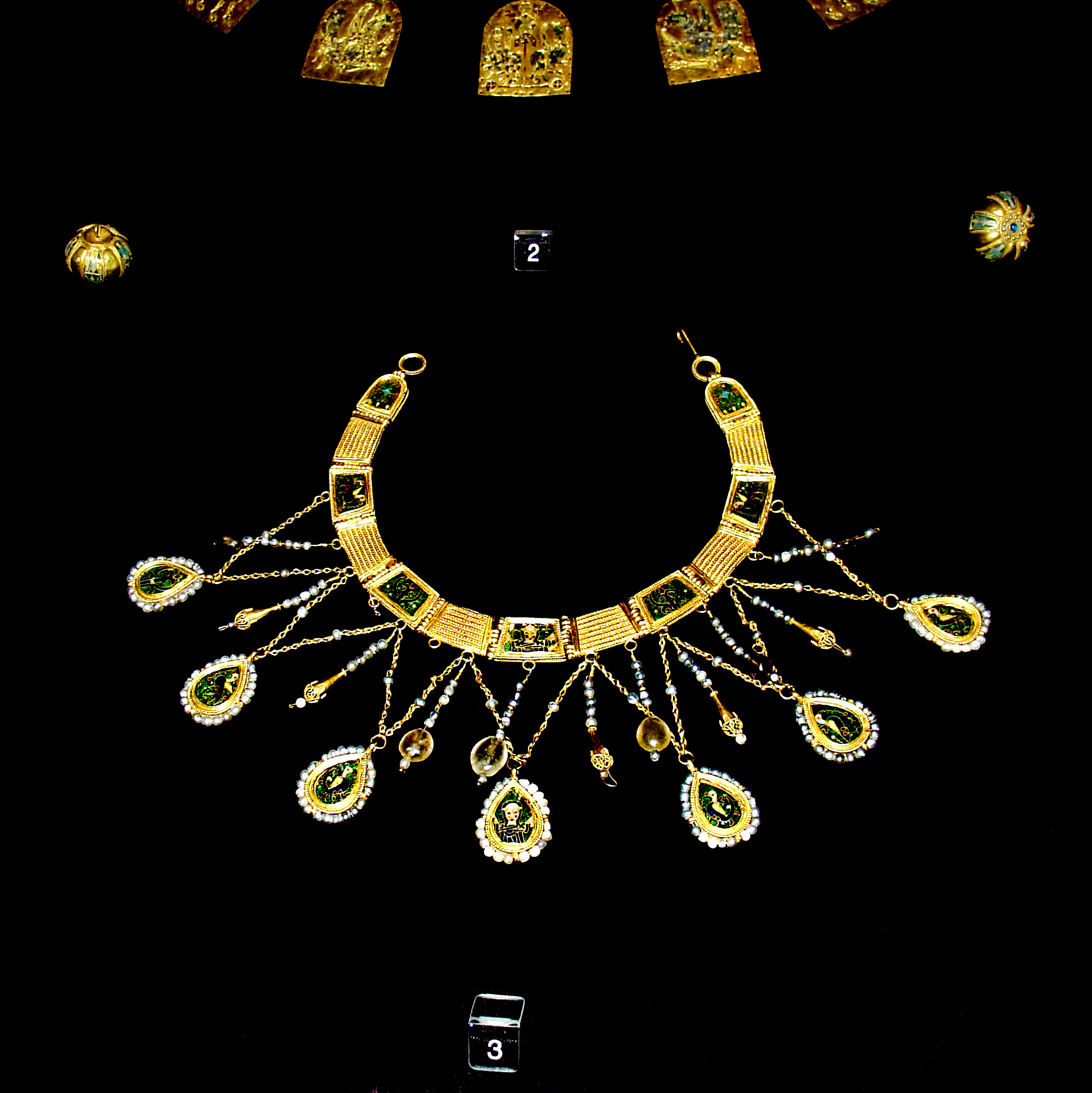
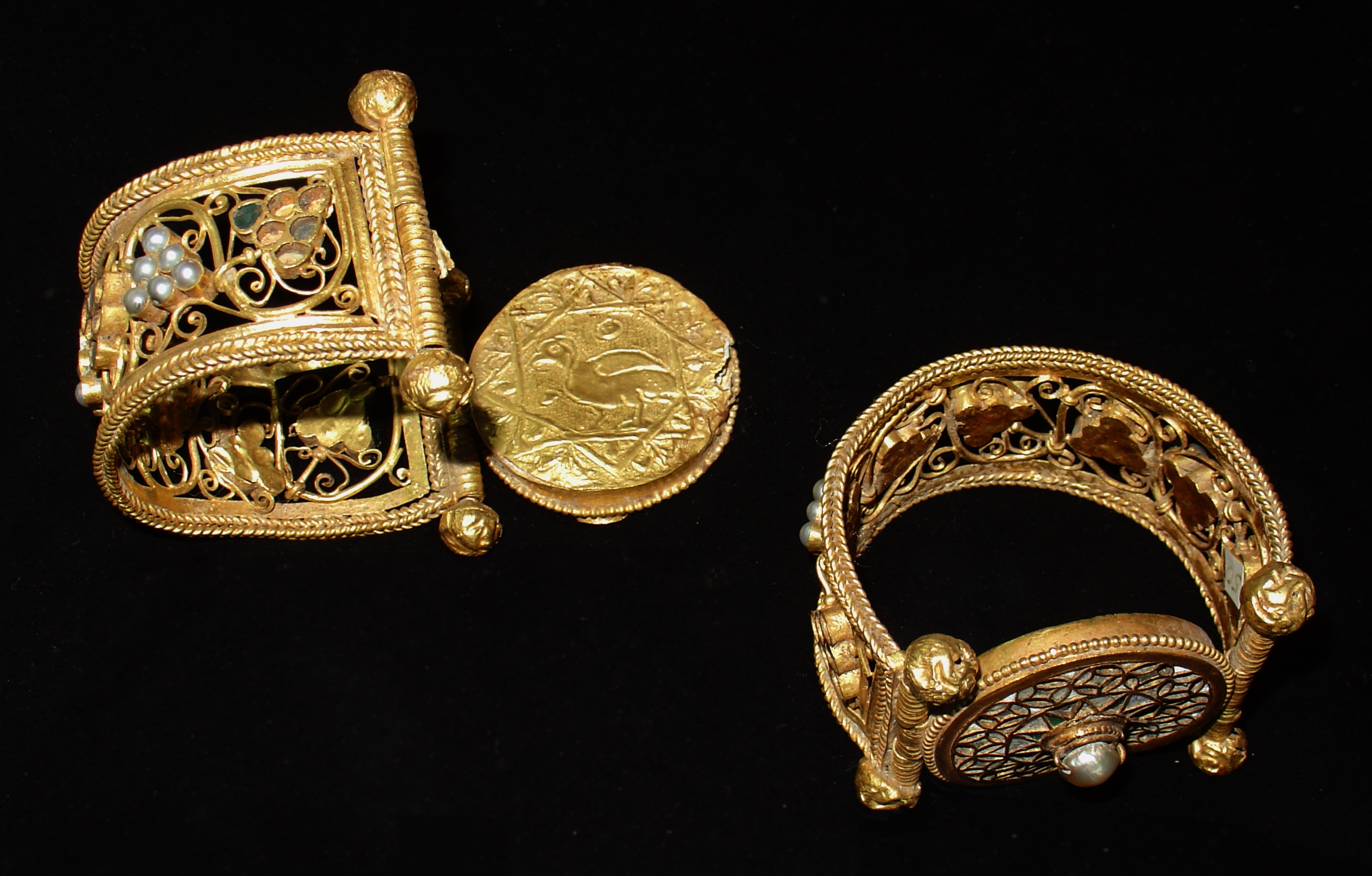
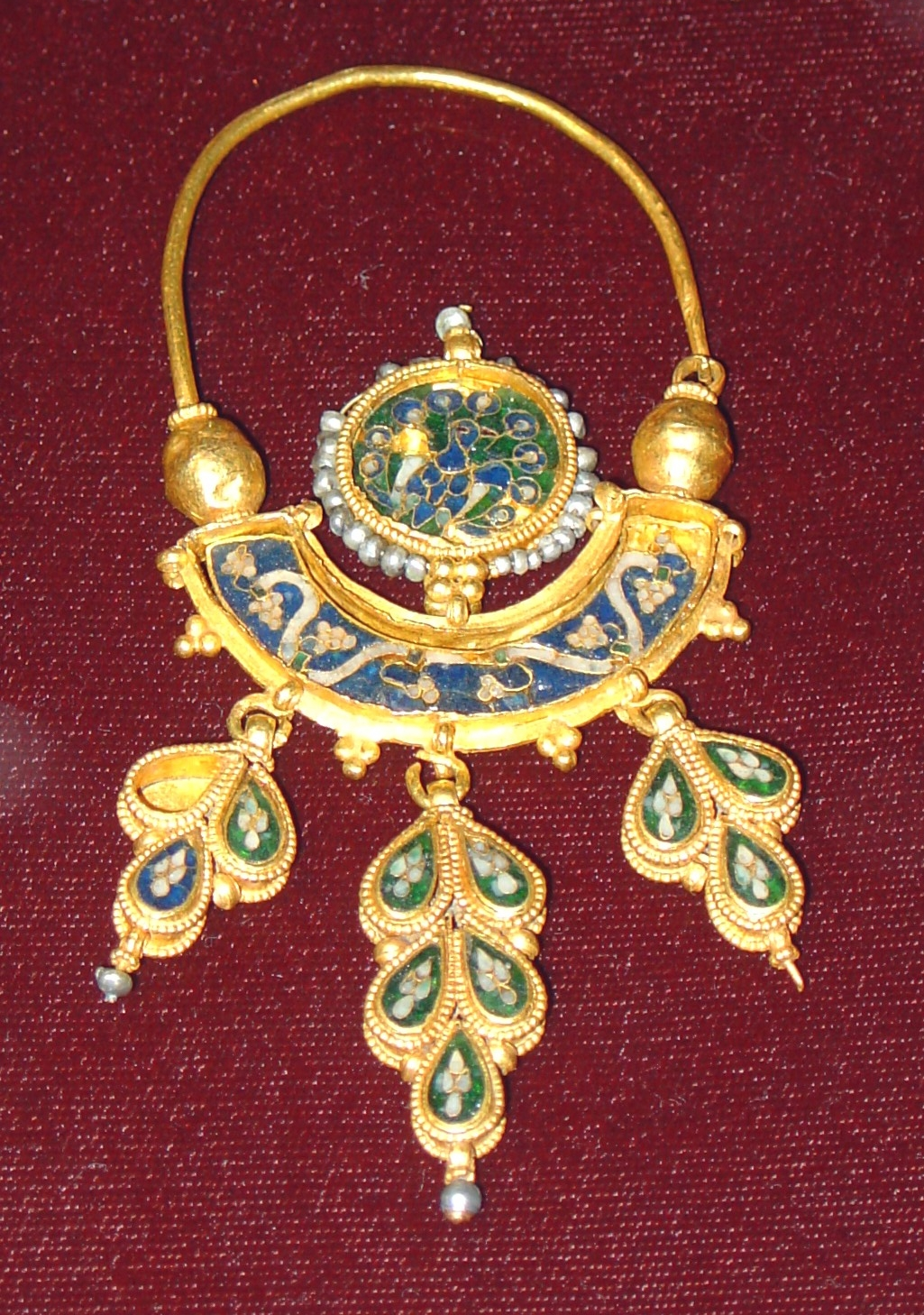
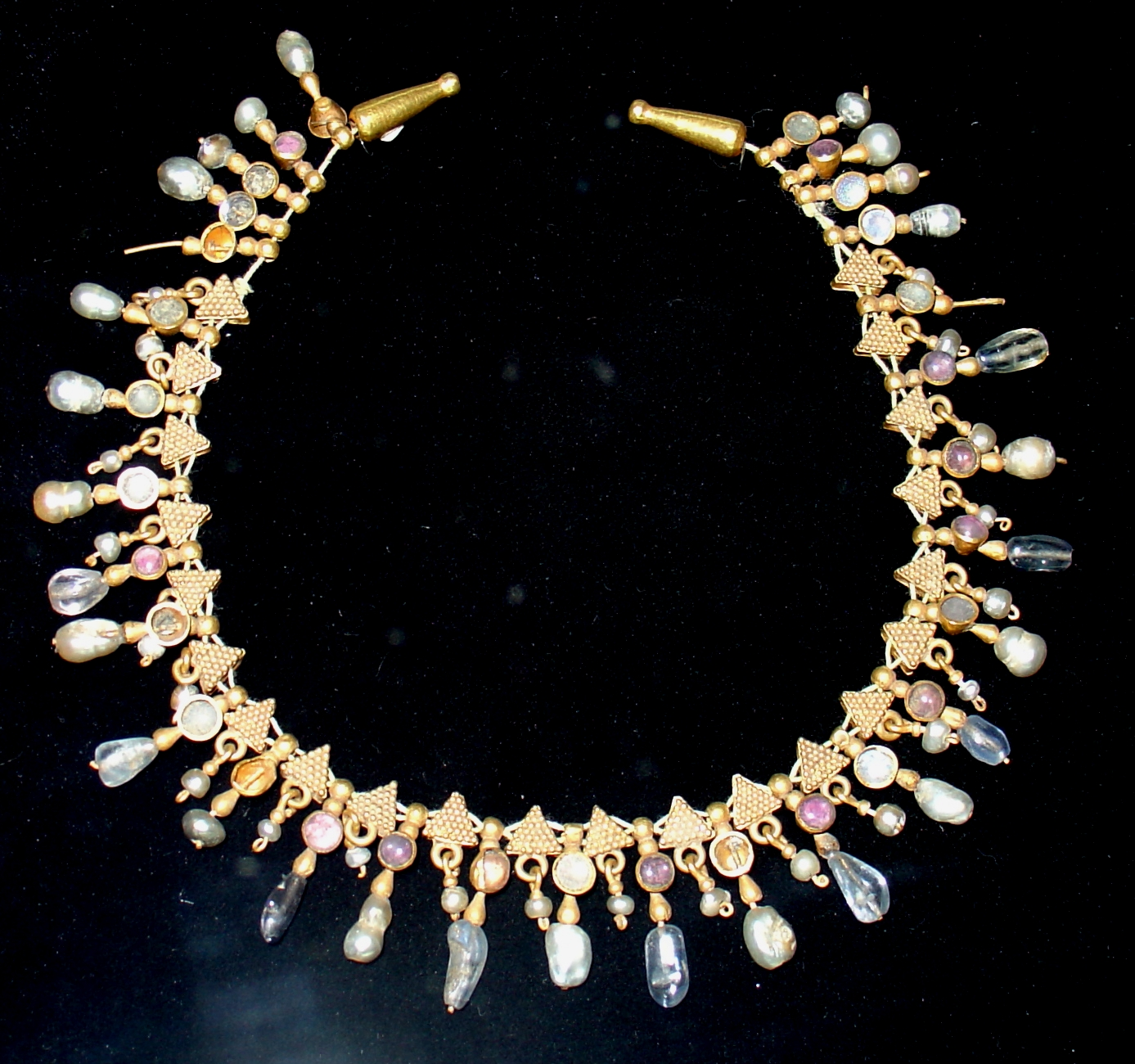
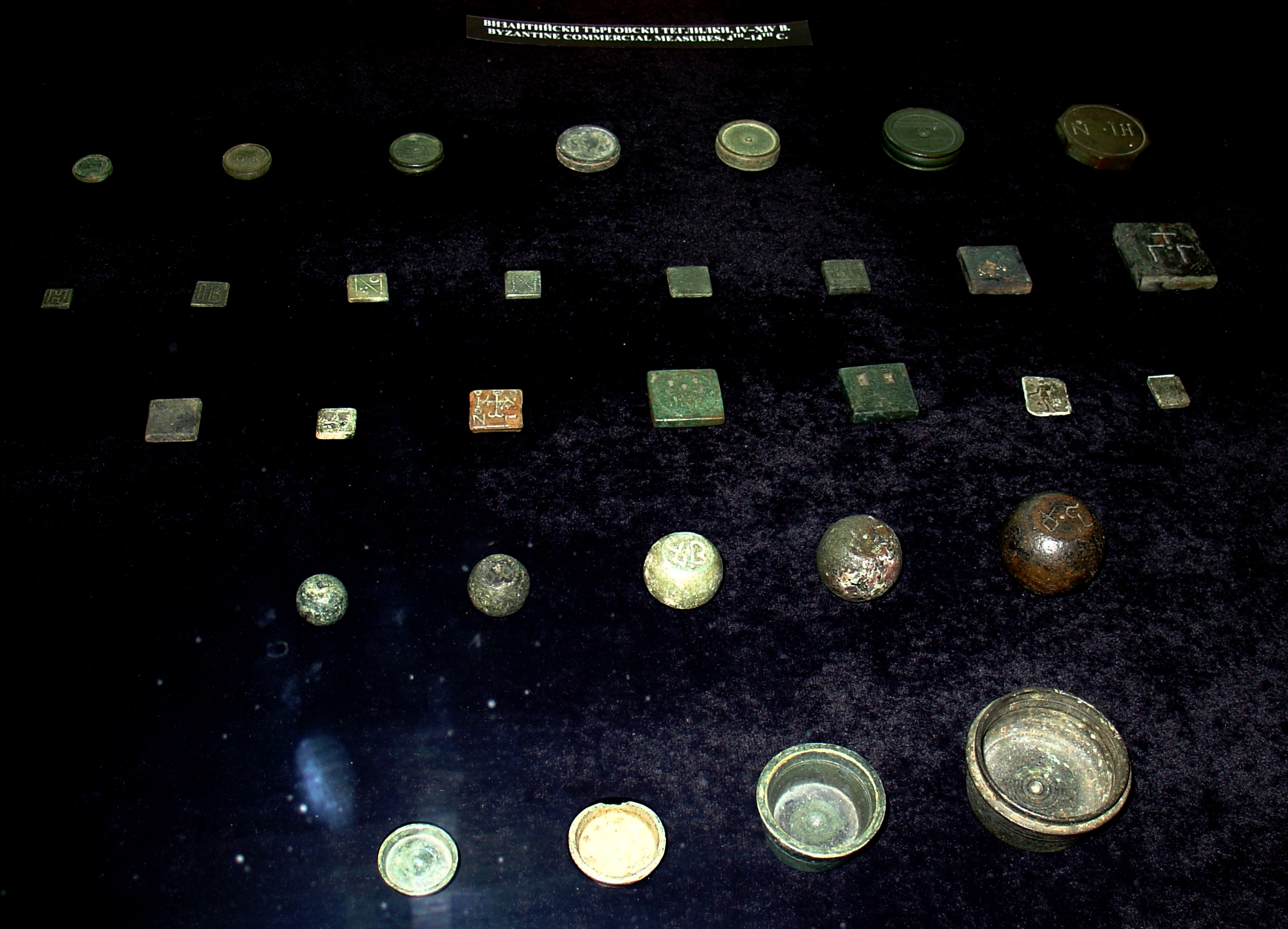
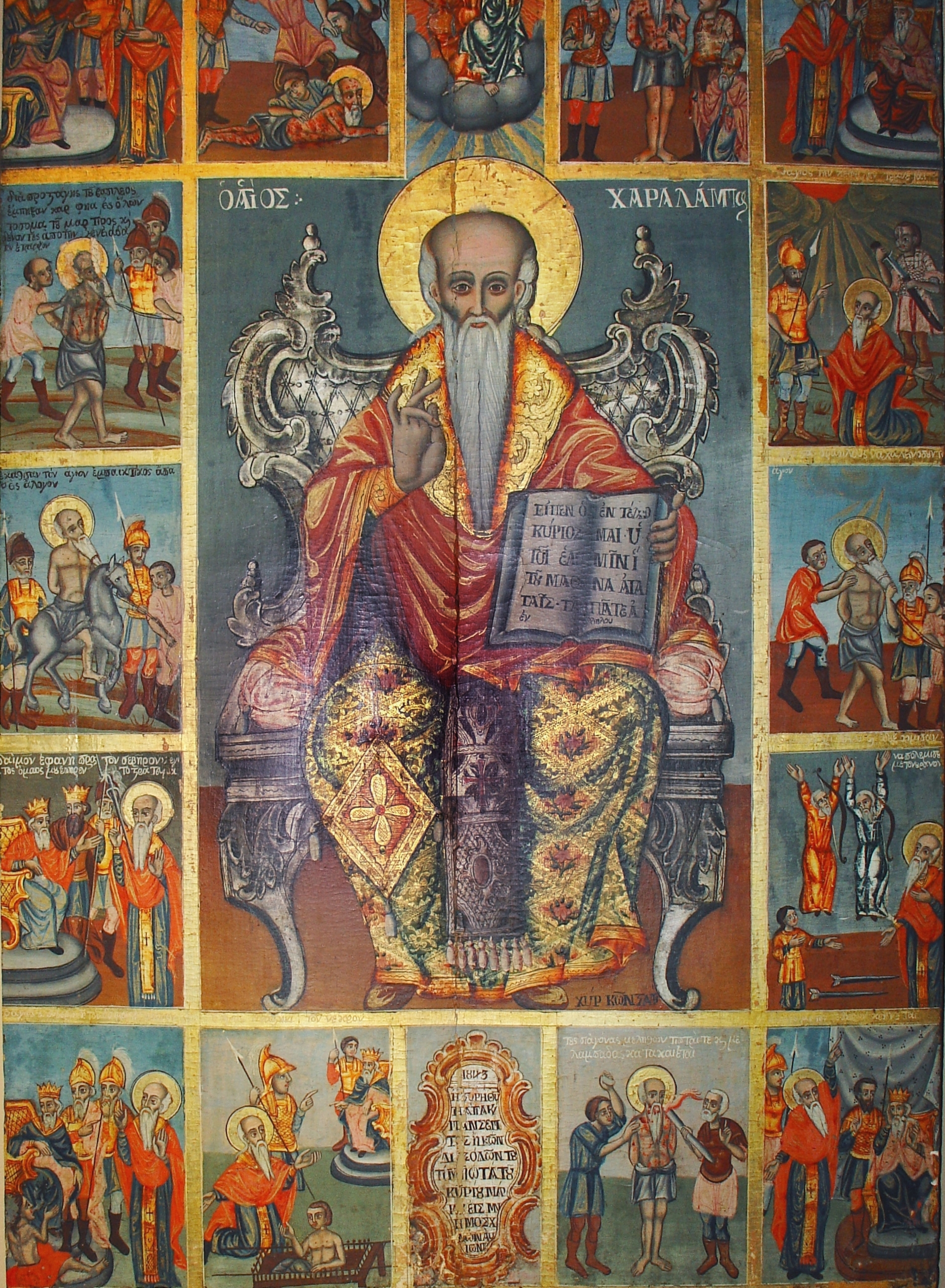
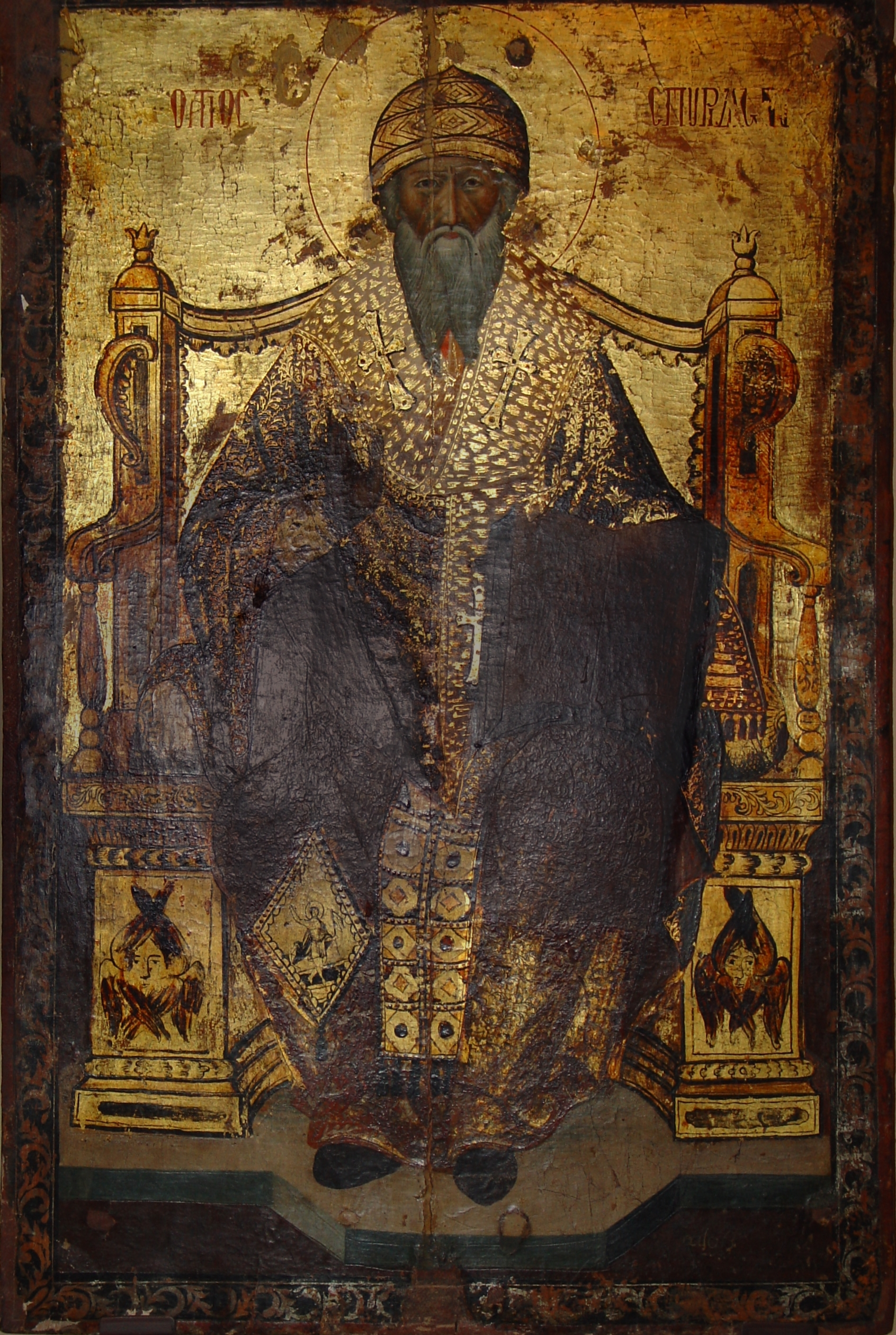